# Kallnach
Kallnach (Frans (verouderd): Chouchignies) is een gemeente en plaats in het district Seeland van het Zwitserse kanton Bern. Kallnach telt 1.911 inwoners.
Op 1 januari 2013 werd de aangrenzende gemeente Niederried bei Kallnach opgenomen in Kallnach. Op 1 januari 2019 werd de gemeente Golaten van het district Bern-Mittelland overgeheveld en opgenomenin de gemeente Kallnach.